# 張斅
張斅（？—？），一名勃，敦煌郡淵泉人，西晉官員。曹魏西域校尉张恭之孫。

## 生平
為人剛毅又幹練。晉武帝時為廣漢太守。當時王濬任益州刺史，雖受中央命令募兵討吳，但無虎符。張濬於是收捕了王濬派來進行募員的從事，上報朝廷。司馬炎召張斅質詢，並責問其扣押從事之前不事先請示。張斅回答曰：「劉備當初就是利用蜀地偏遠之地利，建立蜀漢政權。故收捕從事相對蜀地兵權之事，臣做的程度已經很輕微。」，結果獲武帝嘉許。後任太子僕時，推舉同郡人索靖入朝為官，擔任尚書郎。張斅官至匈奴中郎將。子張固，為黃門郎，早卒。